# Ozero Ulogovo
Ozero Ulogovo (ryska: Озеро Улогово) är en sjö i Belarus.   Den ligger i voblasten Vitsebsks voblast, i den norra delen av landet, 210 km nordost om huvudstaden Minsk. Ozero Ulogovo ligger 132 meter över havet. Arean är 0,36 kvadratkilometer. Den sträcker sig 0,8 kilometer i nord-sydlig riktning, och 1,4 kilometer i öst-västlig riktning.
I omgivningarna runt Ozero Ulogovo växer i huvudsak blandskog. Runt Ozero Ulogovo är det ganska tätbefolkat, med 72 invånare per kvadratkilometer.